# Ofterdingen
Ofterdingen je německá samosprávná obec v okrese Tübingen ve spolkové zemi Bádensko-Württembersko. Nachází se přibližně 13 km od okresního města Tübingen na spolkové silnici B 27.
Obec leží v údolí říčky Steinlach, která je pravým přítokem řeky Neckar, na okraji chráněné krajinné oblasti Rammert.

## Historie
První písemná zmínka o obci pochází z roku 1150.

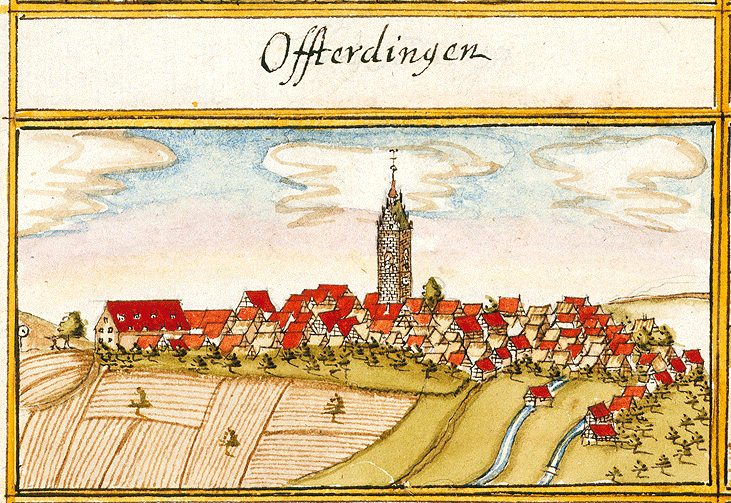
A. Kieser, Offterdingen (1683)

## Pamětihodnosti
- Muzeum v ulici Sattlergasse
- Radnice z roku 1523
- Evangelický kostel svatého Mauritia (postaven v letech 1522 - 1534)
- Desátková stodola
- Místní knihovna